# Luis Palma
Luis Enrique Palma Oseguera (* 17. Januar 2000 in La Ceiba) ist ein honduranischer Fußballspieler, der bei Celtic Glasgow in der Scottish Premiership unter Vertrag steht und an Lech Posen verliehen ist. Er war Teil des Kaders von Honduras bei den Olympischen Spielen 2020 in Tokio.

## Karriere

### Verein
Luis Palma wurde in La Ceiba einer Hafenstadt an der Nordküste von Honduras geboren. Seine Karriere begann er in seiner Geburtsstadt in den Jugendmannschaften des CDS Vida (Club Deportivo y Social Vida). Palma gab am 10. September 2017 sein Profidebüt für Vida in der Liga Nacional de Fútbol Profesional de Honduras. Er erzielte das dritte Tor beim 5:3-Heimsieg gegen CD Honduras Progreso im Estadio Nilmo Edwards.
Am 12. Februar 2019 wechselte der 19-jährige Palma auf Leihbasis zum USL-Championship-Team Real Monarchs aus Herriman, Utah. Sein Debüt gab er am 9. März in der Startelf bei einem 1:1-Unentschieden gegen Sacramento Republic. Am 27. Juli erzielte Palma sein erstes Tor für die Monarchs, bei einer 1:3-Auswärtsniederlage gegen den San Antonio FC. Am Ende der Saison 2019 gewann er mit den Monarchs die Meisterschaft in der USL Championship.
Nach seiner Rückkehr nach Honduras war Palma in den folgenden Jahren Stammspieler bei CDS Vida. In der Saison 2020/21 war er mit 13 Toren bester Torschütze seiner Mannschaft.
Palma unterzeichnete am 19. Januar 2022 einen Viereinhalbjahresvertrag mit dem griechischen Erstligaverein Aris Saloniki. Sein Debüt gab er einen Monat später, am 14. Februar bei einer 0:2-Auswärtsniederlage gegen PAS Giannina in der Liga. Sein erstes Tor erzielte er am 10. April bei einem 2:1-Auswärtssieg gegen AEK Athen. Sein zweites Tor erzielte er im folgenden Monat, erneut gegen AEK Athen, dieses Mal bei einem 3:2-Heimsieg. Am 21. Juli 2022 gab Palma in den Qualifikationsrunden der Conference League sein Europapokaldebüt. Er startete im Hinspiel mit einem 5:1-Heimsieg gegen den FK Gomel in die zweite Runde. Er erzielte ein Tor und bereitete zwei weitere vor. Palma bestritt weitere drei Spiele in der Conference League, bis Aris gegen Maccabi Tel Aviv ausschied. Am 8. November 2022 erzielte Palma beim 5:0-Heimsieg gegen PAS Lamia seinen ersten Hattrick in seiner Karriere. In seiner zweiten Saison beim Verein war er mit elf Toren in der Super League bester Torjäger der Mannschaft vor Andre Gray, Aboubakar Kamara und Juan Iturbe.
Am 30. August 2023 unterzeichnete Palma einen Fünfjahresvertrag beim schottischen Verein Celtic Glasgow, nachdem dieser eine Ablösumme von ca. fünf Millionen Euro gezahlt hatte.
Im Februar 2025 wurde Palma für den Rest der Saison 2024/25 an Olympiakos Piräus verliehen. Mit Piräus gewann Palma die Griechische Meisterschaft und den Pokal.
Im Juli 2025 wechselte Palma für eine Saison auf Leihbasis zum polnischen Verein Lech Posen.

### Nationalmannschaft
Luis Palma nahm mit der honduranischen U-17-Nationalmannschaft im Jahr 2017 an der CONCACAF U-17-Meisterschaft teil. Im selben Jahr spielte er mit der Mannschaft bei der Weltmeisterschaft dieser Altersklasse in Indien und erreichte das Achtelfinale. 2018 spielte er weiteres Turnier für Honduras in der U20 bei der CONCACAF U-20-Meisterschaft. Im Jahr 2019 nahm Palma mit der U20 an der Weltmeisterschaft in Polen teil.
Am 7. März 2021 wurde Palma in den Kader der honduranischen U-23-Mannschaft für die Teilnahme an der Olympia-Qualifikation gewählt. Er erzielte den Siegtreffer beim 2:1-Halbfinalsieg von Honduras über die Vereinigten Staaten und sicherte damit die Qualifikation für die Olympischen Spiele 2020 in Japan. Später wurde Palma in den Kader für die Teilnahme am Fußballturnier bei den Olympischen Spielen berufen. Palma wurde beim Auftaktspiel von Honduras, einer 0:1-Niederlage gegen Rumänien eingewechselt. Im nächsten Gruppenspiel stand er über die gesamte Spieldauer auf dem Feld und erzielte bei einem 3:2-Sieg gegen Neuseeland ein Tor. Im letzten Spiel der Gruppenphase, einer 0:6-Niederlage gegen Südkorea wurde Palma erneut eingewechselt.
Sein Debüt für die A-Nationalmannschaft gab er am 7. Oktober 2021 im WM-Qualifikationsspiel gegen Costa Rica und ersetzte Rigoberto Rivas in der zweiten Halbzeit.

## Erfolge
mit Celtic Glasgow:
- Schottischer Meister: 2024
- Schottischer Pokal: 2024
- Schottischer Ligapokal: 2025